# غوفرنير موريس (سياسي)
غوفرنير موريس هو محامي ودبلوماسي وكاتب يوميات وسياسي أمريكي، ولد في 31 يناير 1752 في نيويورك في الولايات المتحدة، وتوفي بنفس المكان في 6 نوفمبر 1816. نشط حزبياً في الحزب الفيدرالي الأمريكي.

## مناصب
- انتخب عضو مجلس الشيوخ الأمريكي [الإنجليزية]‏ عن دائرة مقعد مجلس الشيوخ من الدرجة الأولى في نيويورك ‏ وقد انضم خلال فترته النيابية [الإنجليزية]‏ (4 مارس 1801 – 4 مارس 1803) للكتلة البرلمانية الحزب الفيدرالي الأمريكي.
- انتخب عضو مجلس الشيوخ الأمريكي [الإنجليزية]‏ عن دائرة مقعد مجلس الشيوخ من الدرجة الأولى في نيويورك ‏ وقد انضم خلال فترته النيابية [الإنجليزية]‏ (3 أبريل 1800 – 4 مارس 1801) للكتلة البرلمانية الحزب الفيدرالي الأمريكي.
- انتخب قائمة سفراء الولايات المتحدة لدى فرنسا (1792 – 1794).
- انتخب عضو جمعية ولاية نيويورك ‏.
- انتخب عضو مجلس الشيوخ الأمريكي [الإنجليزية]‏ (3 أبريل 1800 – 3 مارس 1803).

## وصلات خارجية
- غوفرنير موريس (سياسي) على موقع IMDb (الإنجليزية)
- غوفرنير موريس (سياسي) على موقع الموسوعة البريطانية (الإنجليزية)
- غوفرنير موريس (سياسي) على موقع ميوزك برينز (الإنجليزية)
- غوفرنير موريس (سياسي) على موقع إن إن دي بي (الإنجليزية)
- غوفرنير موريس (سياسي) على موقع قاعدة بيانات الفيلم (الإنجليزية)